# Ле-Тюїт-Анже
Ле-Тюї́т-Анже́ (фр. Le Thuit-Anger) — колишній муніципалітет у Франції, у регіоні Нормандія, департамент Ер. Населення — 641 осіб (2011).
Муніципалітет був розташований на відстані близько 115 км на північний захід від Парижа, 22 км на південний захід від Руана, 32 км на північний захід від Евре.

## Історія
До 2015 року муніципалітет перебував у складі регіону Верхня Нормандія. Від 1 січня 2016 року належав до нового об'єднаного регіону Нормандія.
1 січня 2016 року Ле-Тюїт-Анже, Ле-Тюї-Сіньоль i Ле-Тюї-Сіме було об'єднано в новий муніципалітет Ле-Тюї-де-л'Уазон.

## Демографія
Динаміка населення (INSEE ):
Розподіл населення за віком та статтю (2006):
| Стать | Всього | До 15 років | 15-24 | 25-44 | 45-64 | 65-85 | Понад 85 |
| --- | ------ | ----------- | ----- | ----- | ----- | ----- | -------- |
| Чоловіки | 292    | 48          | 32    | 68    | 108   | 28    | 8        |
| Жінки | 332    | 92          | 16    | 68    | 128   | 28    | 0        |
| \| Статево-вікова піраміда \| Статево-вікова піраміда \| Статево-вікова піраміда \| \| ----------------------- \| ----------------------- \| ----------------------- \| \| Чоловіки \| Вік \| Жінки \| \| 8 \| 85 + \| 0 \| \| 4 \| 80-84 \| 0 \| \| 0 \| 75-79 \| 8 \| \| 12 \| 70-74 \| 12 \| \| 12 \| 65-69 \| 8 \| \| 40 \| 60-64 \| 32 \| \| 28 \| 55-59 \| 44 \| \| 20 \| 50-54 \| 16 \| \| 20 \| 45-49 \| 36 \| \| 16 \| 40-44 \| 12 \| \| 32 \| 35-39 \| 24 \| \| 12 \| 30-34 \| 20 \| \| 8 \| 25-29 \| 12 \| \| 16 \| 20-24 \| 8 \| \| 16 \| 15-20 \| 8 \| \| 32 \| 10-14 \| 32 \| \| 8 \| 5-9 \| 32 \| \| 8 \| 0-4 \| 28 \| |        |             |       |       |       |       |          |
| Статево-вікова піраміда |        |             |       |       |       |       |          |
| Чоловіки | Вік    | Жінки       |       |       |       |       |          |
| 8 | 85 +   | 0           |       |       |       |       |          |
| 4 | 80-84  | 0           |       |       |       |       |          |
| 0 | 75-79  | 8           |       |       |       |       |          |
| 12 | 70-74  | 12          |       |       |       |       |          |
| 12 | 65-69  | 8           |       |       |       |       |          |
| 40 | 60-64  | 32          |       |       |       |       |          |
| 28 | 55-59  | 44          |       |       |       |       |          |
| 20 | 50-54  | 16          |       |       |       |       |          |
| 20 | 45-49  | 36          |       |       |       |       |          |
| 16 | 40-44  | 12          |       |       |       |       |          |
| 32 | 35-39  | 24          |       |       |       |       |          |
| 12 | 30-34  | 20          |       |       |       |       |          |
| 8 | 25-29  | 12          |       |       |       |       |          |
| 16 | 20-24  | 8           |       |       |       |       |          |
| 16 | 15-20  | 8           |       |       |       |       |          |
| 32 | 10-14  | 32          |       |       |       |       |          |
| 8 | 5-9    | 32          |       |       |       |       |          |
| 8 | 0-4    | 28          |       |       |       |       |          |

## Економіка
2010 року серед 409 осіб працездатного віку (15—64 років) 279 були активними, 130 — неактивними (показник активності 68,2%, у 1999 році було 68,3%). З 279 активних мешканців працювало 255 осіб (129 чоловіків та 126 жінок), безробітними було 24 (11 чоловіків та 13 жінок). Серед 130 неактивних 39 осіб було учнями чи студентами, 68 — пенсіонерами, 23 були неактивними з інших причин.

У 2010 році в муніципалітеті числилось 250 оподаткованих домогосподарств, у яких проживали 636,5 особи, медіана доходів виносила 22 243 євро на одного особоспоживача